# Iōannīs Rallīs
Iōannīs Rallīs (in greco: Ιωάννης Ράλλης; Atene, 1878 – Atene, 26 ottobre 1946) è stato un politico greco, Primo ministro di un governo collaborazionista delle forze d'occupazione naziste in Grecia dal 7 aprile 1943 al 12 ottobre 1944.

## Biografia
Figlio dell'ex premier Dīmītrios Rallīs, studiò legge all'Università di Atene, in Francia e Germania. Nel 1905 entrò in Parlamento per la prima volta, mantenendo la carica fino al 1936 quando Ioannis Metaxas abolì le istituzioni democratiche in Grecia. Fu ministro della Marina dal 1920 al 1921 nel governo di suo padre Dīmītrios Rallīs, ministro dell'Economia dal 1921 al 1922 nell'esecutivo di Dīmītrios Gounarīs e ministro degli Esteri nel gabinetto di Panagīs Tsaldarīs dal 1932 al 1933.
Nel 1935, in seguito a dissapori con Tsaldaris si candidò con il Partito della Libera Opinione di Ioannis Metaxas e Georgios Stratos ma non venne eletto. Quando il 5 agosto 1936 Metaxas abolì il parlamento, Rallīs espresse critiche molto pesanti nonostante la sua amicizia personale col dittatore. In seguito all'invasione della Grecia da parte della Wehrmacht durante la Seconda guerra mondiale, Rallis iniziò a collaborare con le forze d'occupazione. I nazisti speravano che egli riuscisse ad ottenere il supporto delle élite locali creando un fronte anticomunista contro il Ethniko Apeleftherotiko Metopo (EAM) ed il Ethnikos Laikos Apeleftherotikos Stratos (ELAS).
Nonostante la formazione di tre governi filo-nazisti nel periodo 1941-1944 (guidati da Georgios Tsolakoglou, Konstantinos Logothetopoulos ed infine anche da Rallīs), la Grecia subì pesanti conseguenze in seguito all'occupazione: la Bulgaria annetté la Macedonia orientale e la Tracia e le continue confische dei raccolti da parte dell'esercito tedesco causarono una carestia che provocò la morte di quasi 250.000 persone, secondo i dati della Croce Rossa. Dopo la fine della seconda guerra mondiale, Rallīs venne condannato all'ergastolo e morì in carcere nel 1946.
Suo figlio Geōrgios Rallīs divenne premier dal 1980 al 1981.